# Контрамински систем Петроварадинске тврђаве
Контрамински систем Петроварадинске тврђаве представља фортификацијско унапређење старије утврде на Петроварадину. На месту старе угарске тврђаве из 13. века Аустријанци су у две фазе 1692—1728. и 1754—1780. саградили тврђаву по тадашњим најмодернијим принципима и дотадашњем војном искуству.
Иновације у минском ратовању су долазиле из различитих извора кроз историју, и често су инжењери били ти који су стицали неопходно искуство за следећи корак у развоју. 
Једно од тих искустава је и опсада тврђаве Швајдниц (Schweidnitz) 1762. године коју су Пруси уз употребу минског напада, након само 48 дана натерали на капитулацију. 
Само две године касније аустријски инжењерски мајор А. Хајнрих Шредер предложио је Ратном савету у Бечу свој план изградње контраминског система испод Петроварадинске тврђаве. План је био одмах прихваћем, али се са радовима кренуло тек следеће године. 
Сећање на опсаду Петроварадина 1526. године када су Турци заузели тврђаву минским нападом као и мински напади током опсаде 1694. и 1716. године такође су убрзавали потребу за изградњом контраминског система. 
Шредеров план је предвиђао изградњу четири одбрамбена положаја. Преко 400 минера радило је на изградњи подземља све до 1776. године. За то време прокопано је 16.000 метара подземних галерија (магистралне, комуникационе, енвелопне, везне и прислушне), као и просторије за смештај барута и алата за копање. 
Свака минска галерија имала ознаку за положај (I-IV), број ходника (1-527), његову намену (Kom., Horch, Horch gallerie, H.G., Verbindungs, Abgang, Ausgang...), име који је добио по неком аустријском цару или племићу (Јозефу(Josefs Mine), Леополду (Leopold Mine), Карлу (Karls Mine), Рудолфу (Rudolf Mine), принцу Еугену (Prinz Eugen Mine), Стефану (Stefans Mine), Kaiser Mine...)
О великом залагању мајора Шредера али и Бечког двора за изградњом подземља говори четири посете престолонаследника, а касније и цара Јосифа II и то 1768, 1783, 1786. и 1788. године. Приликом прве посете, тада престолонаследник, присуствовао је демонстрацији минског напада и одбране једног бастиона који је за ту прилику изграђен између два појаса Капрариних шанчева.
У присуству престолонаследника, највиших војних старешина и грађана Петроварадина, ваздух је проломила страховита експлозија минског пуњења која је разнела бастион. Одушевљен демонстрацијом престолонаследник је унапредио Шредера у чин генерала и наредио му да се са радовима још брже настави.
Током обиласка тврђаве, престолонаследник је посетио и подземље тврђаве где је ископан бунар дубок 39 метара. О том догађају сведочи и мермерна табла на којој је уклесано да је 21. маја 1768. године, Јосиф II из овог бунара пио воде у пратњи команданта минерског корпуса А. Х. Шредера и минерског капетана Лудвига фон Миковинија.
Петроварадинска тврђава је поред подземних галерија добила и око 1,500 пушкарница која је већина грађена у контраескарпним зидовима при самом дну рова, капонире и казамате са преко 155 отвора за дејство артиљеријском ватром. 
Када су завршени радови на контраминском систему он је био трећи по величини у Европи одмах иза тврђаве Јосифов и Луксембург.
Изграђено је 10 барутана. Пет на тврђави, један у мостобрану и четири у ближој околини.
Током рата тврђава би могла примити 10000 војника и 4000 центи барута. Подземље је могло да прими 6000 људи, али би проблем представљао недостатак простора за потребну храну и муницију за преко 400 артиљеријских оруђа различитог калибра колико је тврђава имала.
У току рата гарнизон Петроварадинске тврђаве сачињавали су 64 официра, 8134 пешадинаца, 120 коњаника, 863 артиљерца, 21 лагумар и 93 инжењера и минера.

### Контрамински систем данас
Тврђава Петроварадин представља једну од највећих и најочуванијих тврђава саграђених током 18. века. Такође, њен подземни контрамински систем је у великој мери сачуван. Око 90% казаматних просторија у бастионима који окружују Подграђе су сачувани док је један део порушен пред Други светски рат приликом проширења Каменичког пута. Већи део подземних галерија Горње тврђаве у дужини од око 1.500 метара прилагођене су да постану туристичка атракција кроз које туристе воде водичи Музеја града Новог Сада. Подземне галерије испод „Хорнверка“ у дужини од око 14.500 метара, много комплекснијег система галерија, мањих димензија, без вештачког осветљења, не представљају део туристичке понуде Музеја града, али су слободне за обилазак.

## Приказ минског рата
Намена контраминског система у одбрани тврђаве види се из следећег.
При опсади Швајдница 1762. године, коју су држали Аустријанци, Пруси су јаким минама постигли добре резултате. План је био да се јаким минама отворе левкови у правцу бастиона (који је имао контраминске галерије) затим поткопају галерије до контраескарпе, на овој направи бреша јаком мином и кроз њу упадне у тврђаву.
Паралелама ископаним од 7. до 22. августа, Пруси су се приближили бастиону и отпочели мински напад. Аустријанци су два дана касније извршили испад и порушили нападачеву галерију. Пруси су је поново изградили у дужини од 28 метара, а половином септембра испалили мину са 2,500 килограма барута. Она је створила левак пречника 13 метара. Пошто су уредили левак наставили су изградњу галерије. Њу је бранилац у два наврата рушио експлозијама слабе минске-потреснице испод површине земље чије дејство не ствара левак већ само растреса земљу. Због тога је нападач на челу нападне галерије испалио 16. септембра другу, а 25. септембра трећу јаки мину са полупречником дејства 20 метара. Ни трећом експлозијом није нанета штета контраминском систему браниоца, који је затим са неколико мина порушио подземни систем нападача и избацио га из трећег левка, мином од 250 килограма барута 8/9. октобра разбио је контраескарпу бастиона и преко њених рушевина заузео тврђаву. После 48 дана минског рата и 63 дана опсаде, тврђава Швајдниц је капитулирала.